# Euploea affinita
Euploea affinita är en fjärilsart som beskrevs av Embrik Strand 1914. Euploea affinita ingår i släktet Euploea och familjen praktfjärilar. Inga underarter finns listade i Catalogue of Life.